# Poljan vára
Poljan vára (horvátul: Poljan grad) egy várhely Horvátországban, a Kamarcsához tartozó Javorovac határában.

## Fekvése
Javorovactól keletre, a Kaproncáról Belovárra menő út mentén, a Komarnica-patak völgyében található.

## Története
A hagyományok szerint az erőd maradványait a 20. század elején egy földvásárló találta meg. A legrégebben itt élő falusiak elmondták neki, hogy régen kör alakú sánc volt ott, középen egy halommal. A régiek arra is emlékeztek, hogy a sánc nagy része a Komarnica-patakba omlott. A tulajdonos ezen árok nagy részét betemette, hogy a föld megművelhető legyen. A szántáskor azonban különféle használati tárgyak maradványait találta meg a mező szélén sok sóderrel ahol állítólag régen római út volt. 
A vár körüli látszólag mesterségesen kialakított teraszt az 1980-as években régészeti szempontból is megvizsgálták. Megállapították, hogy a talált maradványok egy része az őskorból származik, míg nagy részük a középkorhoz tartozik. Szondázás céljából két kutatóárkot is ástak. A leletek alapján feltételezték, hogy ez lehetett az ősi Kamarcsa, a híres kamarcsai plébánia és főesperesség székhelye, amely a Drávamente ezen részének a legnagyobb középkori települése volt és amelyet a történészek és régészek már régóta próbáltak megtalálni.